# Diocese de Criciúma
A Diocese de Criciúma (Dioecesis Criciumensis) é uma divisão eclesiástica da Igreja Católica no estado de Santa Catarina. Desmembrada da Diocese de Tubarão, abrange 26 municípios do sul de Santa Catarina, sendo composta por 38 paróquias e três Santuários Diocesanos, o de Nossa Senhora de Caravaggio, em Nova Veneza, do Sagrado Coração Misericordioso de Jesus, em construção desde 2013, situado no interior do município de Içara e Nossa Senhora Mãe dos Homens no município de Araranguá.

## História
Na manhã do dia 27 de maio de 1998, a população sul-catarinense acorda com a notícia da criação da Diocese de Criciúma, desmembrada da Diocese de Tubarão, em vista da necessidade pastoral na região. Uma comissão foi montada para iniciar os preparativos da instalação, dada no dia 15 de agosto do mesmo ano. Seu primeiro bispo foi Dom Paulo Antônio de Conto, que permaneceu na Diocese por 10 anos.  Com a nomeação de Dom Paulo Antônio de Conto para a Diocese de Montenegro, Criciúma ficou como Sede vacante de 2 de julho de 2008 até 16 de setembro de 2009, quando o Papa Bento XVI nomeou Dom Jacinto Inácio Flach como novo bispo da Diocese. Sua catedral, de nome São José, localiza-se na praça Nereu Ramos, coração de Criciúma. 

## Bispos
|        | Nome                   | Período   | Notas                                  |
| Bispos | Bispos                 | Bispos    | Bispos                                 |
| ------ | ---------------------- | --------- | -------------------------------------- |
| 2º     | Jacinto Inácio Flach   | 2009-     | Atual                                  |
| 1º     | Paulo Antônio de Conto | 1998-2008 | Nomeado Bispo da Diocese de Montenegro |

## Organização
A Diocese de Criciúma conta com seis comarcas, 524 comunidades, dois Santuários Diocesanos e 38 paróquias, abrangendo 26 municípios.
| Paróquia                         | Orago (padroeiro)                       | Pároco                                 | Comarca           | Município                 |
| Araranguá (Santuário Diocesano)  | Nossa Senhora Mãe dos Homens            | Pe. Maxssuél da Rosa Mendonça          | Araranguá         | Araranguá                 |
| Içara (Santuário Diocesano)      | Sagrado Coração Misericordioso de Jesus | Pe. Antônio Vander da Silva            | Içara             | Içara                     |
| Balneário Arroio do Silva        | São Pedro Apóstolo                      | Pe. Ademar Paulo de Fáveri             | Araranguá         | Balneário Arroio do Silva |
| Balneário Rincão                 | São Francisco de Assis                  | Pe. Juliano Pacheco Bitencourt         | Içara             | Balneário Rincão          |
| Boa Vista                        | Nossa Senhora de Guadalupe              | Pe. José Cipriano Neto                 | Criciúma          | Criciúma                  |
| Caravaggio (Santuário Diocesano) | Nossa Senhora de Caravaggio             | Pe. Joel Sávio                         | Nova Veneza       | Nova Veneza               |
| Cidade Alta                      | Sagrada Família                         | Pe. Daniel Zilli Darolt                | Araranguá         | Araranguá                 |
| Cidade Mineira                   | Nossa Senhora de Fátima                 | Pe. Gabriel Manarin Dalmolim           | Criciúma          | Criciúma                  |
| Cocal do Sul                     | Nossa Senhora da Natividade             | Pe. Giovane Manique Barreto.           | Urussanga         | Cocal do Sul              |
| Catedral (Criciúma)              | São José                                | Pe. Carlos Mateus Possamai Dela        | Criciúma          | Criciúma                  |
| Forquilhinha                     | Sagrado Coração de Jesus                | Pe. Pedro Paulo Custodio. FAM.         | Nova Veneza       | Forquilhinha              |
| Içara                            | São Donato                              | Pe. Antonio Marcos Machado Madeira     | Içara             | Içara                     |
| Jacinto Machado                  | Santa Teresinha                         | Pe. Roberto Fontana Talau              | Turvo             | Jacinto Machado           |
| Januária                         | São João Paulo II                       | Pe. Mateus Réus dos Reis               | Santa Rosa do Sul | Sombrio                   |
| Lauro Müller                     | Imaculado Coração de Maria              | Pe. Valmor Boeger                      | Urussanga         | Lauro Müller              |
| Maracajá                         | Nossa Senhora da Conceição              | Pe. José Aires de Souza                | Araranguá         | Maracajá                  |
| Meleiro                          | Nossa Senhora da Glória                 | Pe. Ludgero Antonio Feldhaus           | Turvo             | Meleiro                   |
| Michel                           | São Paulo Apóstolo                      | Pe. Eloir Rogério do Nascimento Borges | Criciúma          | Criciúma                  |
| Morro da Fumaça                  | São Roque                               | Pe. Itamar Mazzuco                     | Urussanga         | Morro da Fumaça           |
| Nova Veneza                      | São Marcos                              | Pe. Vilmar Moretti                     | Nova Veneza       | Nova Veneza               |
| Pinheirinho                      | Nossa Senhora das Graças                | Pe. Sival Soares, RCJ                  | Criciúma          | Criciúma                  |
| Praia Grande                     | São Sebastião                           | Frei Francisco Pasinatto               | Santa Rosa do Sul | Praia Grande              |
| Próspera                         | Nossa Senhora da Salete                 | Pe. Marcos Rech                        | Criciúma          | Criciúma                  |
| Quarta Linha                     | Santo Antônio de Pádua                  | Pe. Antoninho Rossi                    | Criciúma          | Criciúma                  |
| Rio Maina                        | Santo Agostinho                         | Pe. Eduardo Felizardo de Andrade       | Criciúma          | Criciúma                  |
| Santa Bárbara                    | Santa Bárbara                           | Pe. Wilson Buss                        | Criciúma          | Criciúma                  |
| Santa Rosa do Sul                | Santa Rosa de Lima                      | Pe. Hélder Agenor Benedet da Silva     | Santa Rosa do Sul | Santa Rosa do Sul         |
| São Bento Baixo                  | São João Batista                        | Pe. Daniel Spricigo                    | Nova Veneza       | Nova Veneza               |
| São João do Sul                  | São João Batista                        | Frei Antério Parise                    | Santa Rosa do Sul | São João do Sul           |
| Siderópolis                      | Nossa Senhora Aparecida                 | Pe. Roberto da Silva                   | Nova Veneza       | Siderópolis               |
| Sombrio                          | Santo Antônio de Pádua                  | Pe. Fábio Fernandes Roque              | Santa Rosa do Sul | Sombrio                   |
| Timbé do Sul                     | São Roque                               | Pe. Sidnei Vitali                      | Turvo             | Timbé do Sul              |
| Treviso                          | Santo Alexandre                         | Pe. Egídio Schmoeller                  | Nova Veneza       | Treviso                   |
| Turvo                            | Nossa Senhora da Oração                 | Frei Marcos Roberto Huk                | Turvo             | Turvo                     |
| Urussanga                        | Nossa Senhora da Conceição              | Pe. Daniel Pagani                      | Urussanga         | Urussanga                 |
| Vila Nova                        | São Miguel Arcanjo                      | Pe. Lucas Fernandes Bombazar           | Içara             | Içara                     |

## Paróquias criadas como Diocese de Criciúma
No dia 16 de dezembro de 2012, a Diocese de Criciúma criou sua primeira paróquia como território diocesano desde seu desmembramento da Diocese de Tubarão: a paróquia Santo Antônio de Pádua, no bairro Quarta Linha, em Criciúma, um sonho almejado pela comunidade há mais de 10 anos. A paróquia foi desmembrada de quatro paróquias da diocese: São Donato (Içara), Sagrado Coração de Jesus (Forquilhinha), Nossa Senhora da Conceição (Maracajá) e São Paulo Apóstolo (bairro Michel, Criciúma). 
No dia 18 de maio de 2014 foi a vez da criação da paróquia São João Paulo II, em Sombrio, com área na margem Oeste da BR 101. Inicialmente no bairro Januária, e após para o Bairro Nova Brasilia, com a conclusão da sede da Secretaria Paroquial. 
A criação da nova paróquia em Sombrio, surgiu da necessidade pastoral que a paróquia de Santo Antonio de Padua apresentava, pois seu território se estendia por cinco municípios: Balneário Gaivota, Sombrio, Ermo, Turvo e Santa Rosa do Sul. 
No ano de 2019 a Paróquia São João Paulo II, na Cidade de Sombrio, Celebra o aniversário 05 anos de instalação com a Semana do Avivamento Paroquial, com Missas em todas as 15 Comunidades. O 1° Paroco: Padre Antoninho Rossi (2014). 2° Pároco: Padre Gilson da Silva Pateira (2015-2017). 3° Pároco: Padre Jonas Emerim Velho (2018-   ).
A Paróquia tem 03 Igrejas em Construção, nas Comunidades de Morrerinho, Nova Brasília e Linha Floresta. 
No dia 29 de junho de 2014 foi criada a paróquia São Pedro Apóstolo, no município de Balneário Arroio do Silva, também em vista da necessidade pastoral da paróquia Nossa Senhora Mãe dos Homens, um sonho da comunidade alcançado com muito esforço e dedicação. Recentemente, a Diocese criou no dia 24 de julho de 2015, a paróquia Nossa Senhora de Guadalupe, no bairro Boa Vista no município de Criciúma.